# Three Businessmen
Three Businessmen è un film del 1998 diretto da Alex Cox.

## Trama
I mercanti d'arte Benny e Frank partono a Liverpool in cerca di un pasto e finiscono in un vorticoso viaggio in cerca di cibo. Dopo aver incontrato l'uomo d'affari Leroy nel deserto, scoprono di essere presenti alla nascita del nuovo Messia femminile.

## Distribuzione
Il film è stato presentato in anteprima all'Hamptons International Film Festival nell'ottobre 1998.